# Snowkite

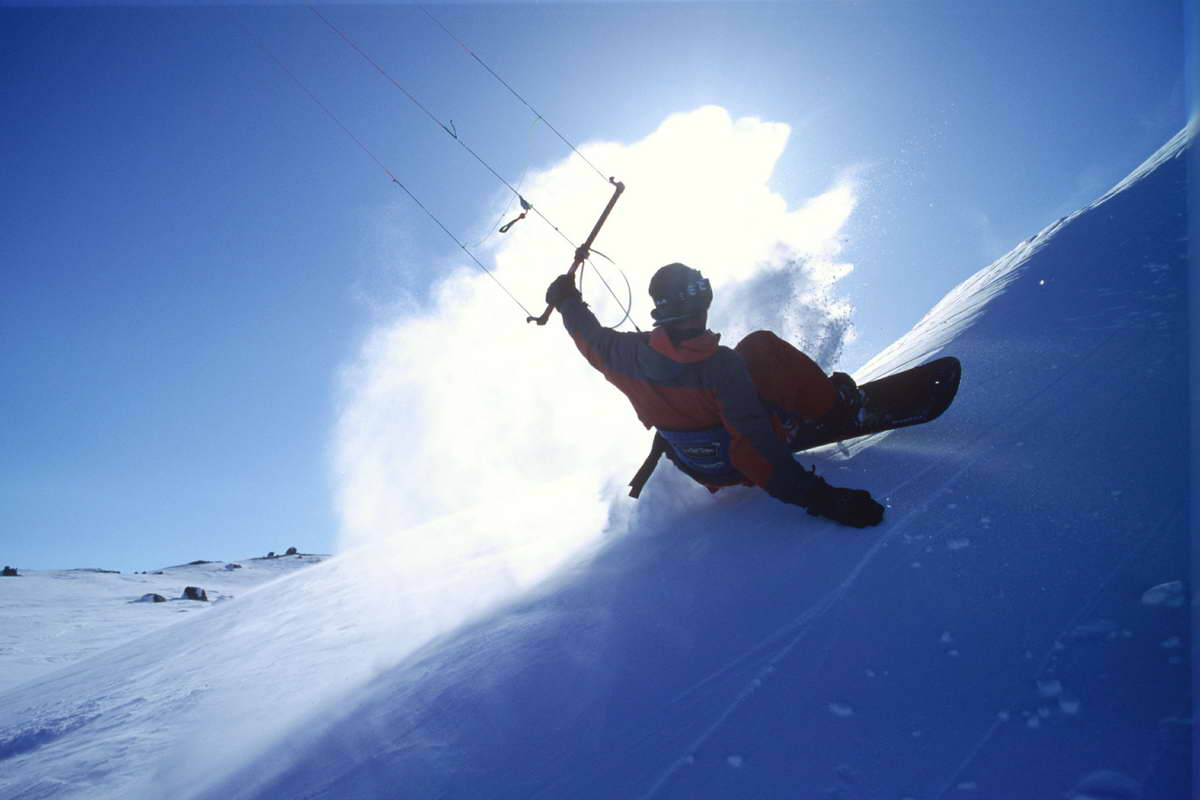
Snowkiting refere-se o uso de uma vela de tração com um snowboard ou esquis.

O Snowkite (anglicismo) ou prancha (de neve) rebocada , ou paraski é a contrapartida do kitesurf (ou prancha voadora  ) nos desportos de inverno, sendo a prancha substituída nesta disciplina por uma prancha de snowboard ou esquis . Os praticantes deste desporto podem atingir velocidades superiores a 70 km/h    e abrangem distâncias superiores a 100 km por dia.
O Snowkite não deve ser confundido com speedriding .

## Vantagens e desvantagens da montanha
Quando praticado em montanha, uma das principais diferenças com suas as outras versões ( kitesurf, kite buggy etc.) é o terreno acidentado. Esses acidentes perturbam os fluxos de ar que se tornam mais instáveis do que no mar (tanto em força quanto em direção), dificultando o manuseamento da asa e, portanto, do veículo.
Às rajadas são adicionadas as turbulências mais locais, devido ao relevo, que causa efeitos locais de aceleração ou desaceleração do vento. Esse ambiente, portanto, obriga o praticante a dominar bem sua asa .
Finalmente, a inclinação causa uma rotação da janela de vôo da asa. De fato, o vento soprando paralelo ao solo e o zénite da janela de vôo sendo perpendicular ao vento, o zénite da asa não está mais acima do esquiador. Os riscos de descolagem inadvertida são, portanto, maiores.
Além das características de pilotar das asas, os perigos inerentes à montanha estão presentes: é claro que avalanches são possíveis, principalmente porque se formam lajes escorregadias em áreas ventosas que atraem esquiadores. A prática de esquiar na neve requer, portanto, a aquisição de equipamentos de segurança, como um detetor de avalanches, uma pá, uma sonda ...
O meteorologia nas montanhas também muda muito rapidamente, chegadas de neblina, quedas de temperatura ou até tempestades de neve podem acontecer rapidamente. O clima é, portanto, um ponto crucial para a segurança, a ser verificado antes de qualquer partida. As condições climáticas podem mudar dependendo da altitude. Portanto, é possível, por exemplo, passar de um vento de 30 km/h   orientado para norte a baixa altitude, a um vento sul de 50 km/h  , 300m mais alto. É recomendado por praticantes experientes e guias de montanha que nunca saiam sozinhos  e, de preferência, sejam acompanhados por uma pessoa conhecedora do terreno.
Outra característica ligada à prática deste desporto é o terreno montanhoso coberto de neve ou gelo. As quedas podem ser mais arriscadas do que em superfícies arenosas ou na água. Além disso, é aconselhável nunca se afastar além do que se é capaz de andar, porque, em caso de falha do vento, andar na neve é muito difícil. Prever raquetes de neve ou pele de foca será uma boa opção.
Um dos prazeres do snowkite é a liberdade de movimento que ele permite: se o praticante deste desporto se liberta dos teleféricos, é possível surfar constantemente durante longas caminhadas. Além disso, e ao contrário da água, pode praticar-se em 3 dimensões, brincando com o relevo e a elevação que ela oferece.
Por fim, observe-se que, em condições equivalentes e em terreno plano, é mais fácil começar e aprender a pilotar na neve do que na água. De fato, o praticante não precisa de se preocupar em sair da água, pois pode começar enquanto já está de pé. Além disso, não há ondas ou correntes que possam fazer girar a prancha. Assim, o iniciante pode concentrar-se na asa.

## Equipamento

### Prancha

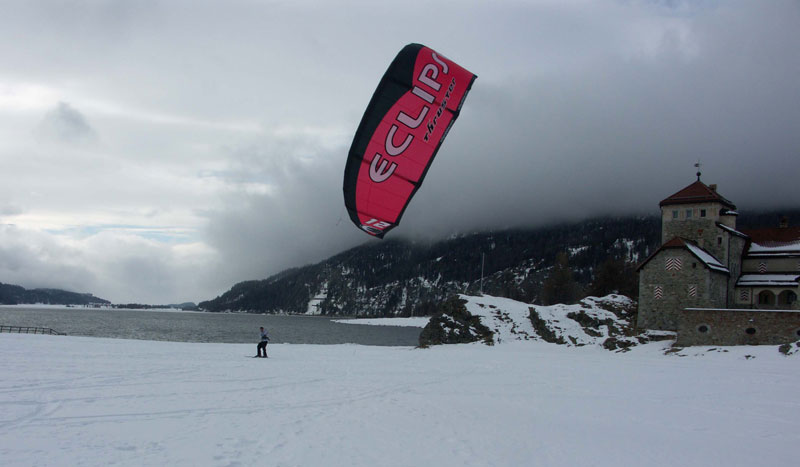
O snowkite usa velas de tração para a impulsão na neve.

O material deslizante é o mesmo dos desportos de inverno: esqui, snowboard e, às vezes, um telemark . O tamanho do esqui ou da prancha não varia em função da descida.

### Asa (Kite)
Asas de tração ligeiramente diferentes das de kitesurf. O uso de velas do tipo kitesurf (com tubos infláveis) permanece possível, mas apresenta algumas desvantagens, principalmente em termos de autonomia ou fragilidade.
Outra diferença no kitesurf, a menos que a neve seja um pó profundo, há menos atrito do que na água. É por isso que, com vento equivalente, utilizam-se asas que resultam numa menor impulsão (e, portanto, menores) no snowkite do que no kitesurf. Em geral, quanto mais a dureza da neve aumenta, mais a energia necessária diminui.

### Acessórios

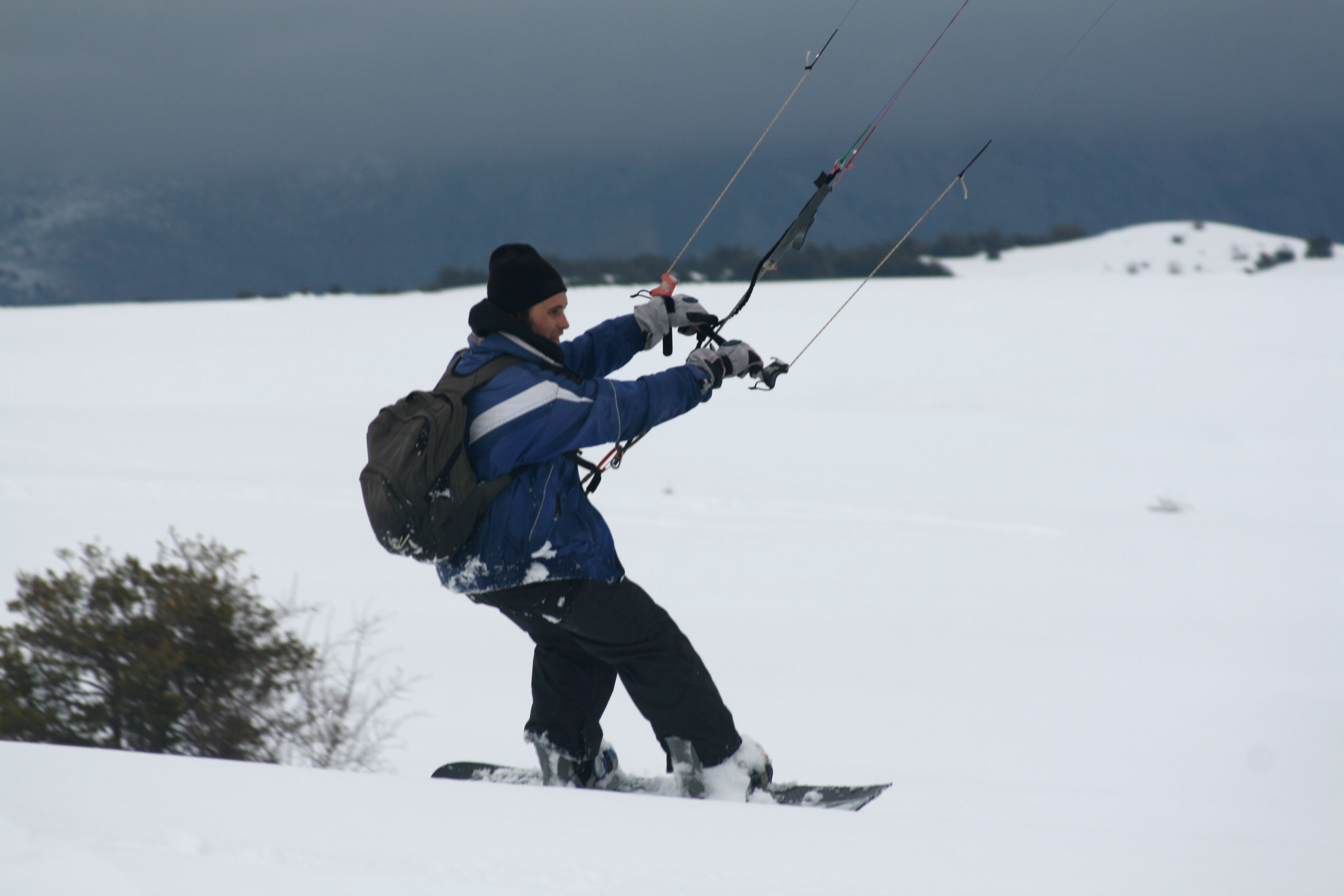
Um snowkiter no planalto de Calern.

- Este desporto envolve o uso de capacete.
- Roupas e luvas de esqui são recomendadas. Recomenda-se evitar o algodão e não se cobrir em excesso;
- Um iniciante pode usar um arnês clássico de kitesurf (cinto ou calça). Posteriormente, durante saltos ou lances de inclinação, um arnês de escalada, além do arnês, é mais confortável e traz mais segurança. De qualquer forma, o praticante deve estar equipado para poder se destacar rapidamente da asa em caso de problema, mesmo durante flexões pesadas.
- Ao praticar em áreas montanhosas inseguras, a trilogia Detetor de avalanches - pá - sonda é necessária para lidar com possíveis avalanches.
- Pode usar-se uma trela para prender a asa ao praticante. A tração da asa deve ser cancelada quando é retida apenas pela trela.

## Áreas para a prática

### Características de um local para a prática do snowkite

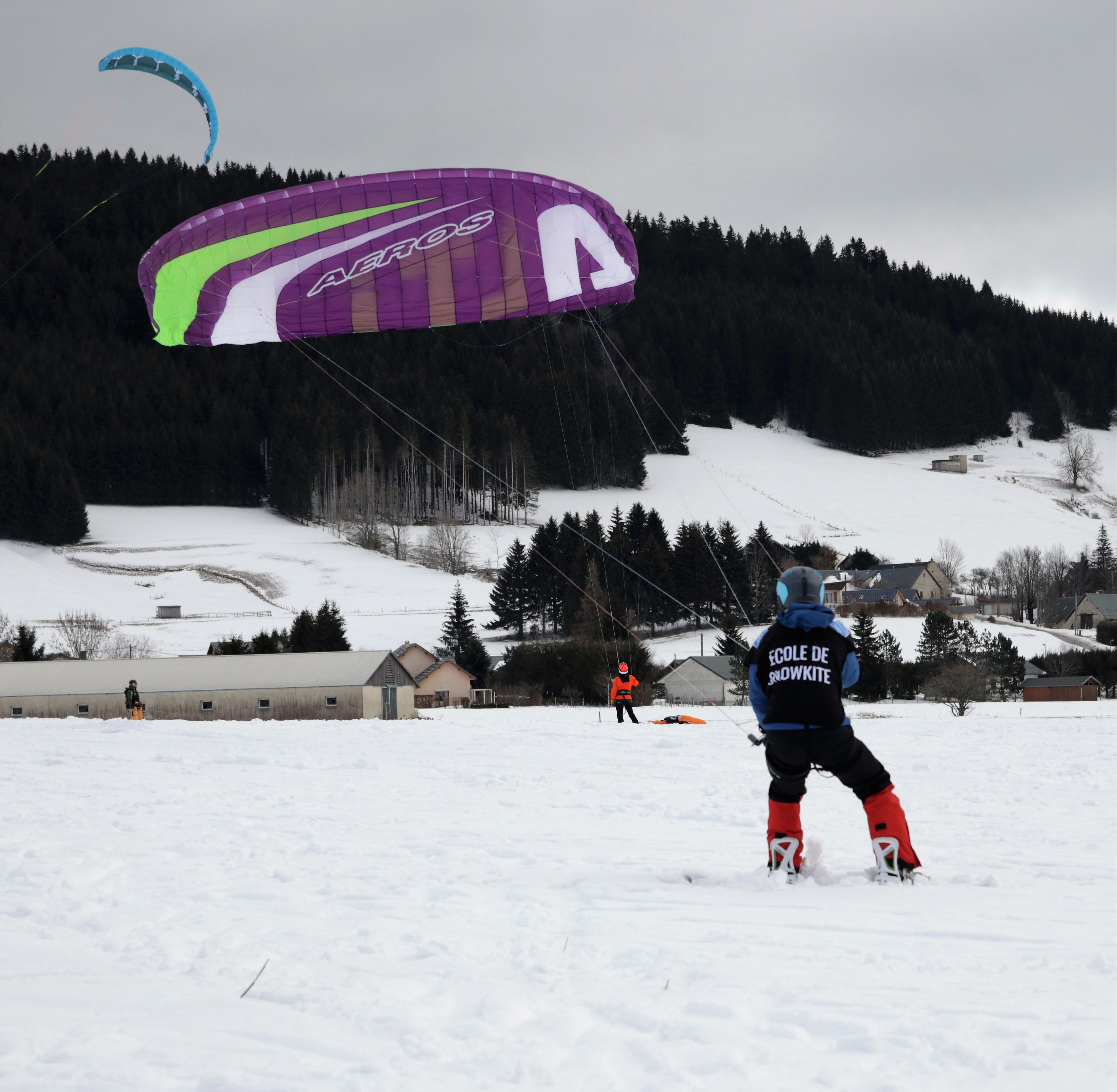
A escola de snowkite de Autrans em 2019.

É claro que o local de prática deve estar coberto de neve, mínimo de 10 a 25 cm de neve. O vento deve ser o mais regular possível e a aerologia do local adaptada ao conhecimento e ao nível do praticante. O relevo é um elemento interessante, mas também muito mais técnico. É por isso que um iniciante deve privilegiar um terreno mais plano possível. Existem, portanto, quatro tipos principais de locais de prática:
- os planaltos, que reúnem a vantagem da cobertura de neve (altitude e planicidade) e de não serem protegidos dos ventos;
- os passos. O efeito Venturi torna possível amplificar ventos térmicos e climáticos, se eles estiverem orientados na direção certa;
- as planícies, nos países nórdicos ou nos países temperados durante episódios de neve pesada;
- lagos ou mares congelados (lagos de grande altitude ou nos países nórdicos), praticados em esqui ou snowboard se estiverem cobertos de neve ou mais raramente em patins de gelo na ausência de neve.